# Cheick Sanou
Cheick Ahmed "Iron Biby" al-Hassan Sanou, född 20 april 1992 är en kraftkarl från Burkina Faso. Han blev under 2021 världsrekordhållare i strongmangrenarna Apollons axelpress och Stocklyft.

## Biografi
Sanou var storväxt från födseln och har uppgett att han blev retad i skolan på grund av det och ofta mådde dåligt. Samtidigt var han intresserad av sport och atletism och lärde sig göra bakåtvolter. Vid 17 års ålder flyttade han till Kanada för att avsluta sina gymnasiestudier och började gå på gym i viktnedgångssyfte. Istället upptäckte han att han var ovanligt stark, ändrade sin självbild från 'fet' till 'stark' och blev uttagen till basketlaget. År 2013 vid 21 års ålder deltog han i sin första tävling i styrkelyft som han också vann. Smeknamnet Biby hade han haft sedan tidig ålder och efter hans framgångar inom kraftsport utökades det till "Iron Biby". År 2017 debuterade han som Strongman inom organisationen Giants Live och deras Nordamerikanska mästerskap. År 2019 lyckades Sanou vinna världsmästerskapen i stocklyft genom att lyfta och pressa en 220 kg stock. Under säsongen 2021 lyckades Sanou slå två världsrekord i strongman. Först genom att lyfta 217 kg i Apollons axelpress i juli vid The Strongman Classic 2021 i Royal Albert Hall. Sedan i september när han lyckades höja en 229 kg tung stock i stocklyftet vid finalen av Giant's Live World Tour i Glasgow.

## Kraftprov
- Apollons axelpress - 217 kg (världsrekord) 24 juli 2021[5]
- Stocklyft - 229 kg (världsrekord) 18 september 2021[6]